# 9M113 Konkurs
9M113 Konkurs (NATO naziv: AT-5 Spandrel) sovjetska je protuoklopna raketa s žičnim SACLOS navođenjem. 

## Vanjske poveznice
|  | Zajednički poslužitelj ima još gradiva o temi 9M113 Konkurs |